# Ambystoma californiense
Espèce
Synonymes
- Ambystoma tigrinum californiense Gray, 1853

Statut de conservation UICN

 VU A2c : Vulnérable
Ambystoma californiense est une espèce d'urodèles de la famille des Ambystomatidae.

## Répartition
Cette espèce est endémique du centre-Ouest de la Californie aux États-Unis. Elle se rencontre jusqu'à 1 054 m d'altitude.

## Étymologie
Son nom d'espèce, composé de californi et du suffixe latin -ense, « qui vit dans, qui habite », lui a été donné en référence au lieu de sa découverte, la Californie.

## Publication originale
- Gray, 1853 : On a new species of salamander from California. Proceedings of the Zoological Society of London, vol. 1853, p. 11 (texte intégral).